# Sigfrid August Keinänen
Sigfrid August Keinänen (né le 7 février 1841 à Kuopio – décédé le 25 septembre 1914 à Lempäälä) est un artiste peintre finlandais,.

## Biographie
Sigfrid Keinänen débute comme charpentier et teinturier.
En 1863, il entre au séminaire de formation des maîtres de Jyväskylä dont il est diplômé en 1867. 
En 1867-1868, il poursuit ses études à École de dessin de l'association des arts. 
En 1868, il organise une exposition d'art au séminaire de formation des maîtres de Jyväskylä pour récolter des fonds pour étudier à l'étranger.
C'est historiquement la première exposition d'art de Jyväskylä. 
En 1869-1872, Sigfrid Keinänen étudie à l'Académie royale des beaux-arts du Danemark et à l'Académie royale des arts de Suède. 
À partir de 1872, il est nommé professeur de dessin dans plusieurs écoles à Helsinki. 
Il a également enseigné à l'École supérieure d'art, de design et d'architecture, ainsi qu'à l'école de dessin de l'association des arts,.
En 1887 et 1888, Sigfrid Keinänen travaille en Italie et à Paris.
En 1877, il reçoit le second prix du Concours Ducat.
de 1882 à 1911, Sigfrid Keinänen est membre du bureau de l'association des artistes finlandais et il en est nommé membre d'honneur en 1914.

## Œuvres
- Käräjätalon eteisessä, 1880
- Lepäävä kyntäjä
- Hämäläinen maisema
- Vanha tammi
- Väinämöisen lähtö
- Kuvia Kalevalasta, 1895–1898.

## Galerie

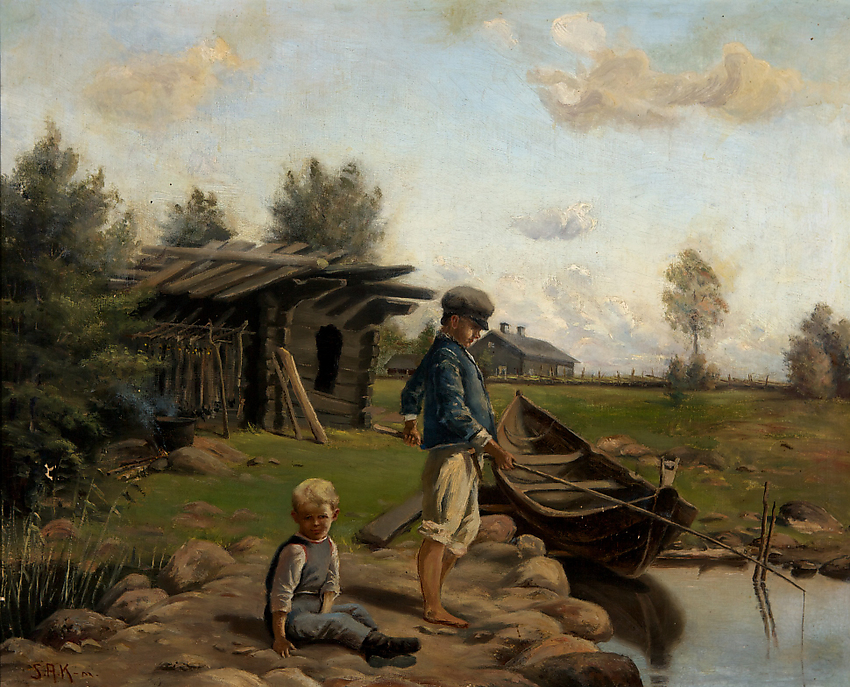
Onkipoika.
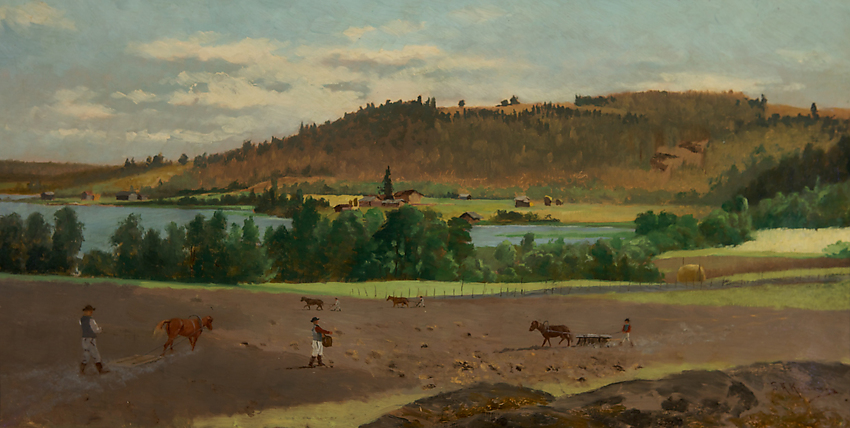
Äestäjät.
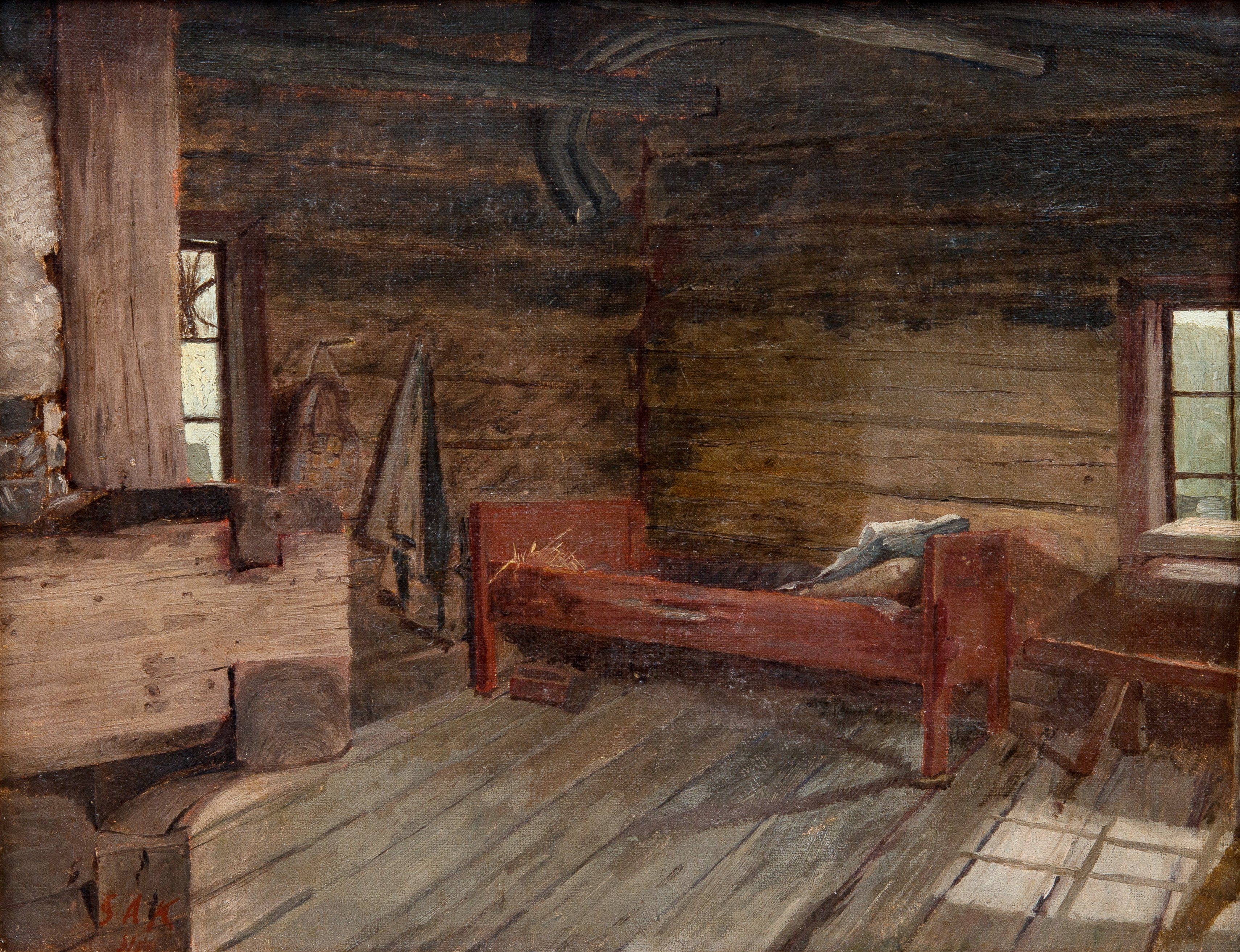

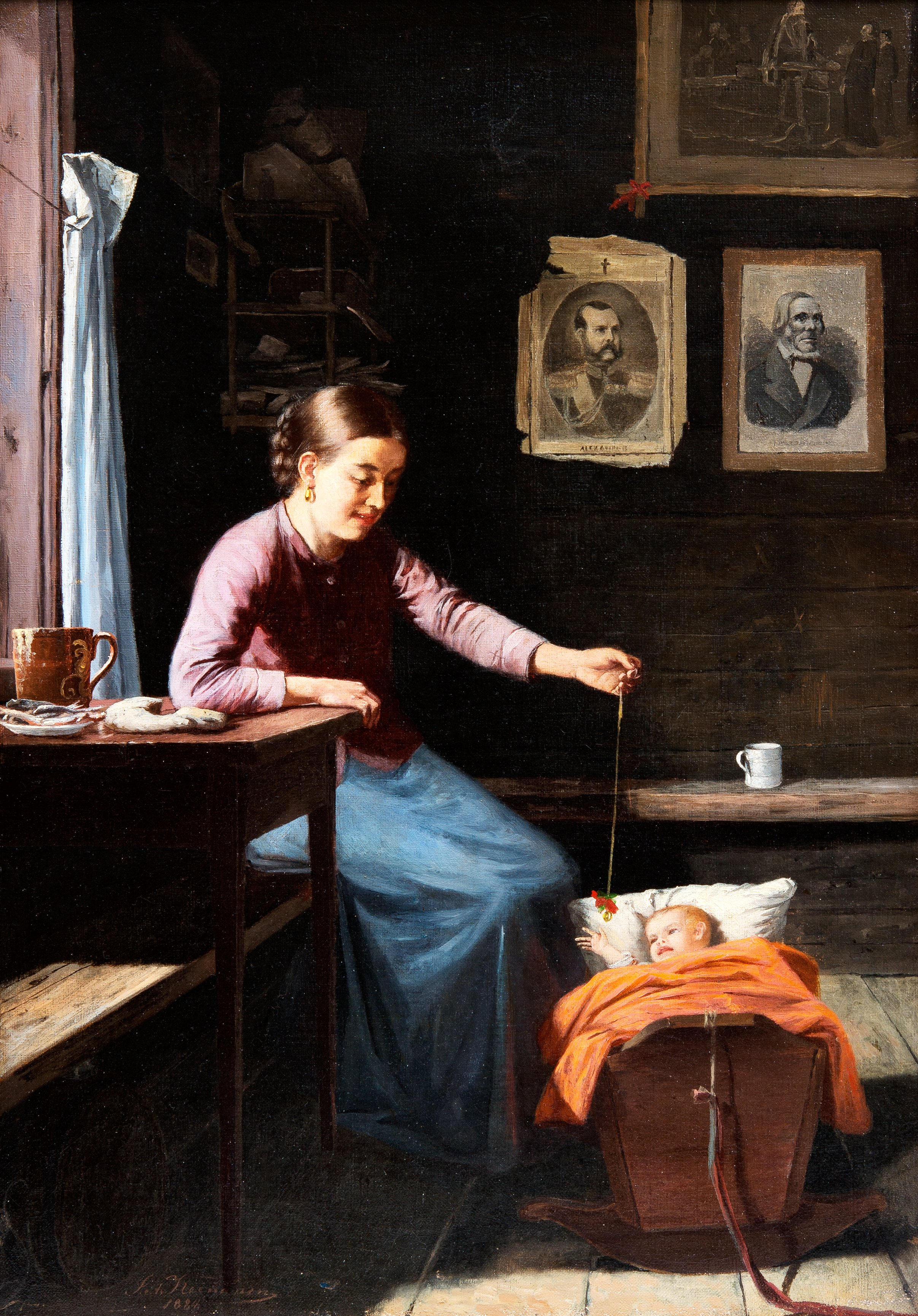
Au berceau.
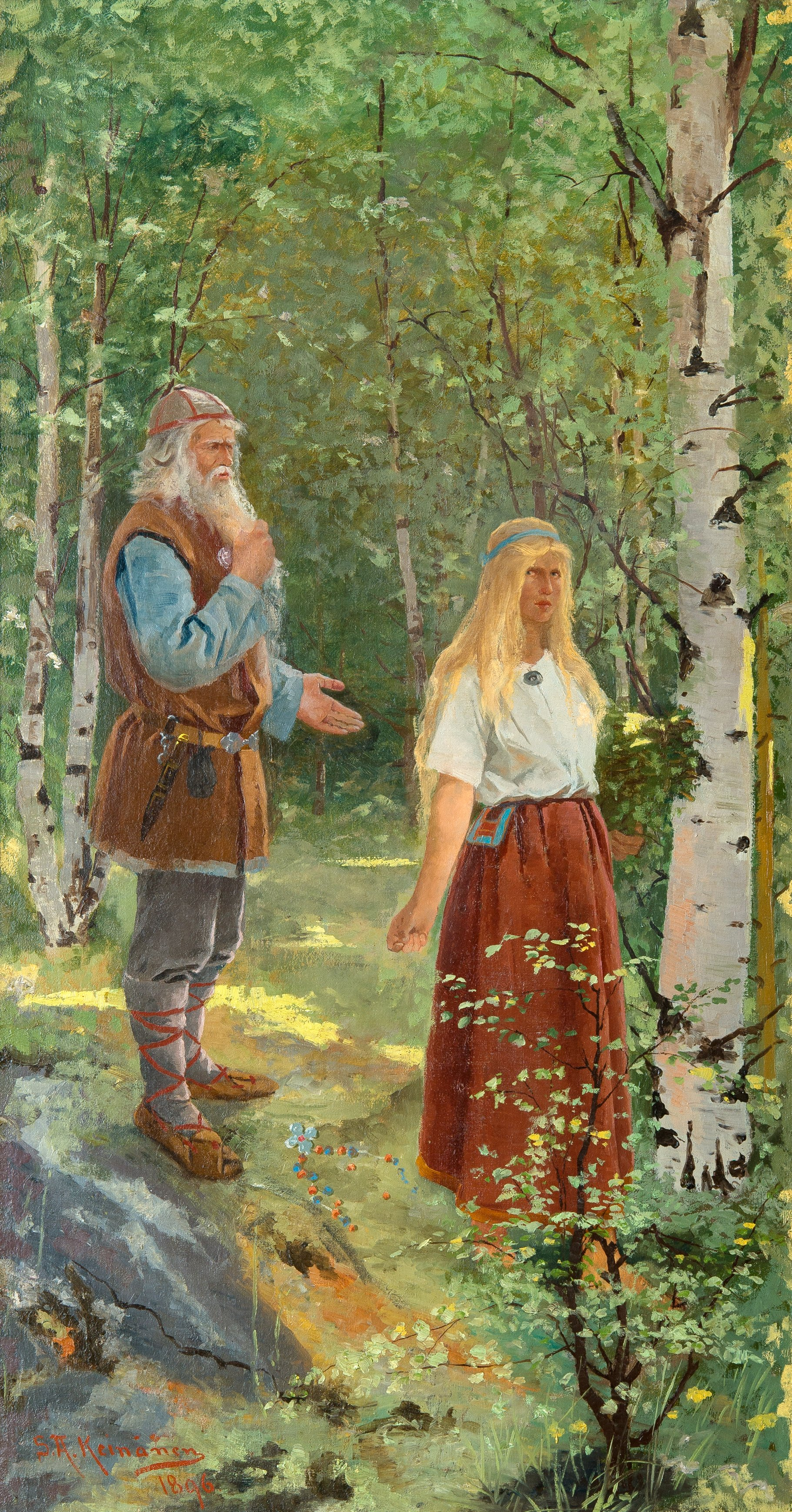
Väinämöinen et Aïno.
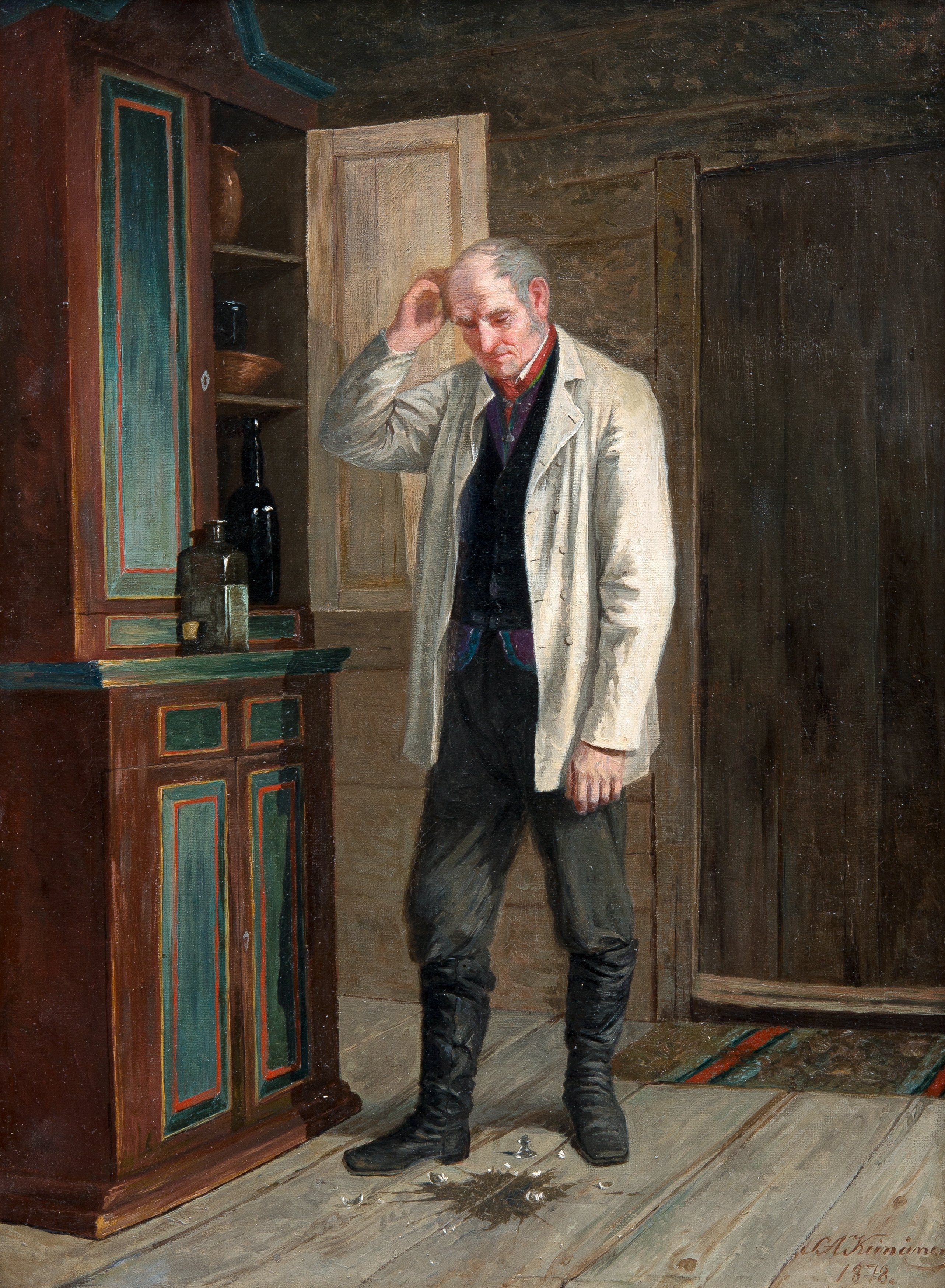
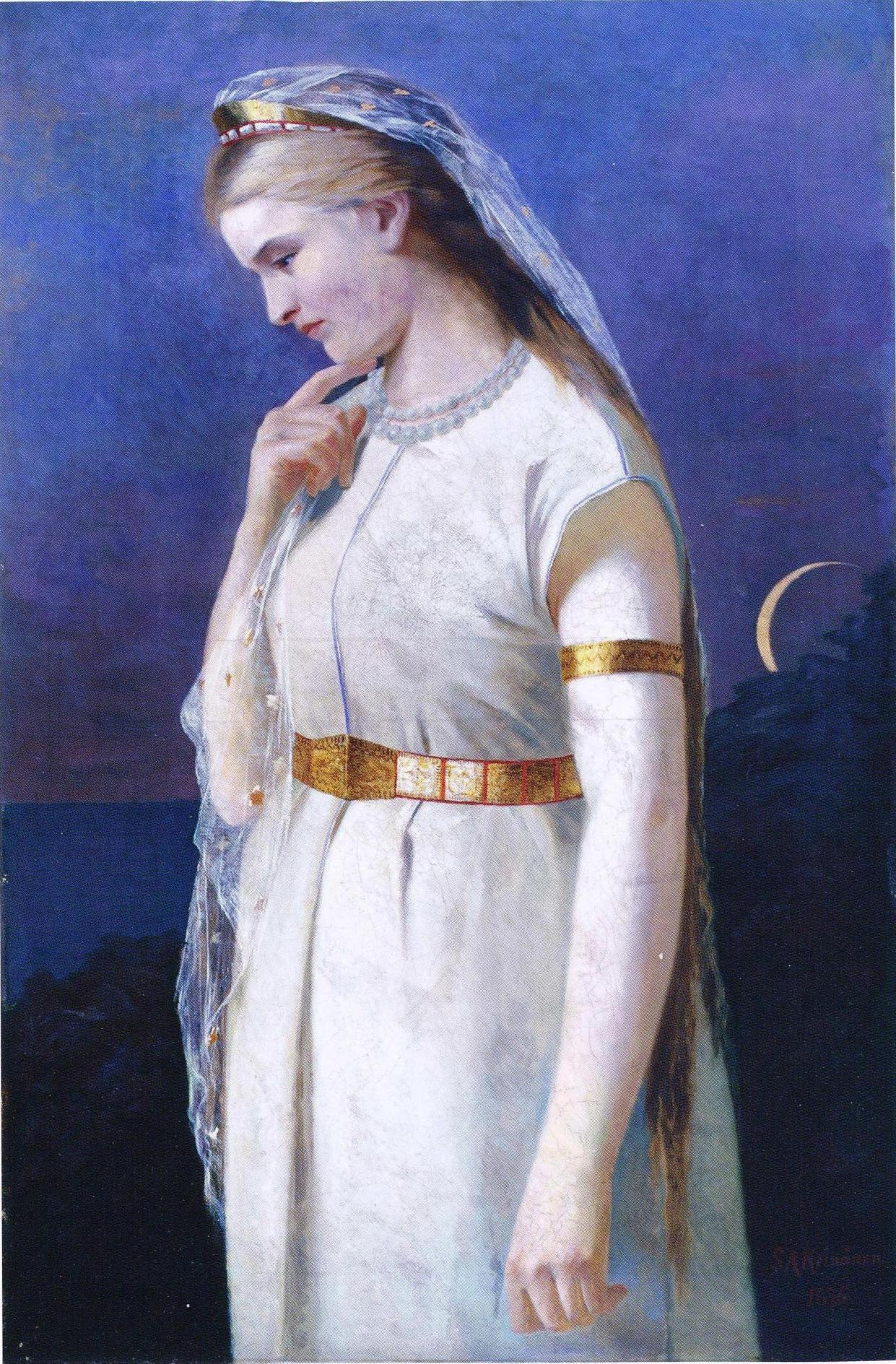
Aino au bord de la mer.